# Obsjtina Alfatar
obsjtina Alfatar (bulgariska: Община Алфатар) är en kommun i Bulgarien.   Den ligger i regionen Silistra, i den nordöstra delen av landet, 300 km öster om huvudstaden Sofia. Antalet invånare är 3 324. Arean är 249 kvadratkilometer. obsjtina Alfatar gränsar till Obsjtina Silistra.
Terrängen i obsjtina Alfatar är platt.
obsjtina Alfatar delas in i:
- Alekovo
- Bistra
- Tjukovets

Följande samhällen finns i obsjtina Alfatar:
- Alfatar